# 徐盖
徐盖（?—?），字廣濟，隋唐曹州离狐（今山东省东明县）人，徐世勣、徐感之父，徐弼（李弼）的伯父。
徐盖高祖父徐弘師，字德令，南齊直閤舍人；曾祖父侍御史徐琛；祖父南梁荊州刺史徐懋；父亲徐元起，字山立，隋朝濮陽郡太守。
隋朝末年，徐盖迁居滑州卫南县。家中多有僮仆，积累了粟米数千钟，和儿子徐世勣乐善好施，赈济贫困，不问亲疏。徐盖跟随儿子参加隋末民变的瓦岗军。武德元年（618年）李密败于王世充，徐世勣归顺唐朝，唐高祖任命徐世勣为黎阳总管、上柱国，封莱国公。不久加右武候大将军，改封曹国公，赐姓李氏，附宗正属籍，赐良田五十顷，甲第一区。封徐盖为济阴王，徐盖坚决推辞王爵，于是改封舒国公，授散骑常侍、陵州刺史。
武德二年（619年）窦建德攻陷了黎阳，俘虏了唐朝淮安王李神通、李盖（徐盖）、魏徵以及唐高祖的妹妹同安公主。唯有李世勣带几百骑兵逃过黄河。几天后，李世勣又因为父亲被俘的缘故，返回黎阳投降了窦建德。窦建德任命李世勣为左骁卫将军，命他守卫黎阳，并把李盖带在身边作为人质。武德三年（620年），李世勣回归唐朝。窦建德的诸位大臣请求杀掉李盖，窦建德说：“李世勣是唐臣，被我俘虏，仍不忘唐朝，这是忠臣，他父亲有什么罪？”于是赦免了李盖。武德四年（621年），唐朝秦王李世民东征，俘虏窦建德。李盖也从洺州与裴矩入朝，唐高祖下诏恢复其官。贞观年间，李世勣担任并州大都督府长史时，李盖去世。李世勣为父丁忧解官，不久起复旧职。